# Kleinbahn Swenzjany–Melengjany
| Gefangenenlager für Streckenarbeitertrupp Nr. 25 auf km 18,0 nahe bei der Station Jananzy km 18,2 |                     |                                            |                                            |
| Spurweite: | 750 mm (Schmalspur) |                                            |                                            |
| |                     |                                            |                                            |
| \| \| \| 750 mm nach Novo-Swenzjany (Švenčionėliai) \| \| \| \| 0 \| Swenzjany (Švenčionys)[1] \| Swenzjany (Švenčionys)[1] \| \| \| \| 750mm nach Pastawy (Pastovys) \| \| \| \| 18,2 \| Jananzy (Janonys)[2] \| Jananzy (Janonys)[2] \| \| \| 24,0 \| \| \| \| \| 24,7 \| Brücke, Höhe 1,20 m, Länge 108 m \| Brücke, Höhe 1,20 m, Länge 108 m \| \| \| 29,6 \| Brücke, Höhe 2,60 m, Länge 116 m \| Brücke, Höhe 2,60 m, Länge 116 m \| \| \| \| Melengjany (Mielagėnai)[3] \| \| |                     |                                            |                                            |
| Strecke von rechts (außer Betrieb) |                     | 750 mm nach Novo-Swenzjany (Švenčionėliai) | 750 mm nach Novo-Swenzjany (Švenčionėliai) |
| Bahnhof (Strecke außer Betrieb) | 0                   | Swenzjany (Švenčionys)                     | Swenzjany (Švenčionys)                     |
| Abzweig geradeaus und nach rechts (Strecke außer Betrieb) |                     | 750mm nach Pastawy (Pastovys)              | 750mm nach Pastawy (Pastovys)              |
| Bahnhof (Strecke außer Betrieb) | 18,2                | Jananzy (Janonys)                          | Jananzy (Janonys)                          |
| Bahnhof (Strecke außer Betrieb) | 24,0                |                                            |                                            |
| Brücke über Wasserlauf (Strecke außer Betrieb) | 24,7                | Brücke, Höhe 1,20 m, Länge 108 m           | Brücke, Höhe 1,20 m, Länge 108 m           |
| Brücke über Wasserlauf (Strecke außer Betrieb) | 29,6                | Brücke, Höhe 2,60 m, Länge 116 m           | Brücke, Höhe 2,60 m, Länge 116 m           |
| Kopfbahnhof Streckenende (Strecke außer Betrieb) |                     | Melengjany (Mielagėnai)                    | Melengjany (Mielagėnai)                    |

Die Kleinbahn Swenzjany–Melengjany (litauisch Švenčionys–Mielagėnai) wurde während des Ersten Weltkriegs vom Deutschen Heer im heutigen Litauen verlegt.

## Streckenverlauf
Die militärische Kleinbahn mit einer Spurweite von 750 mm begann am Bahnhof Swenzjany (litauisch Švenčionys, deutsch Schwintzen) der am 13. Mai 1901 eröffneten 750-mm-Kleinspurbahn Novo-Swenzjany-Pastawy (litauisch Švenčionėliai–Pastovys, deutsch Neuschwintzen–Pastawy). Sie führte von dort über Jananzy (Janonys) nach Melengjany (litauisch Mielagėnai). Auf ihr wurden sächsische Dampflokomotiven der Baureihe IV K eingesetzt, die bereits vor Kriegsende nach Sachsen zurückkehrten.

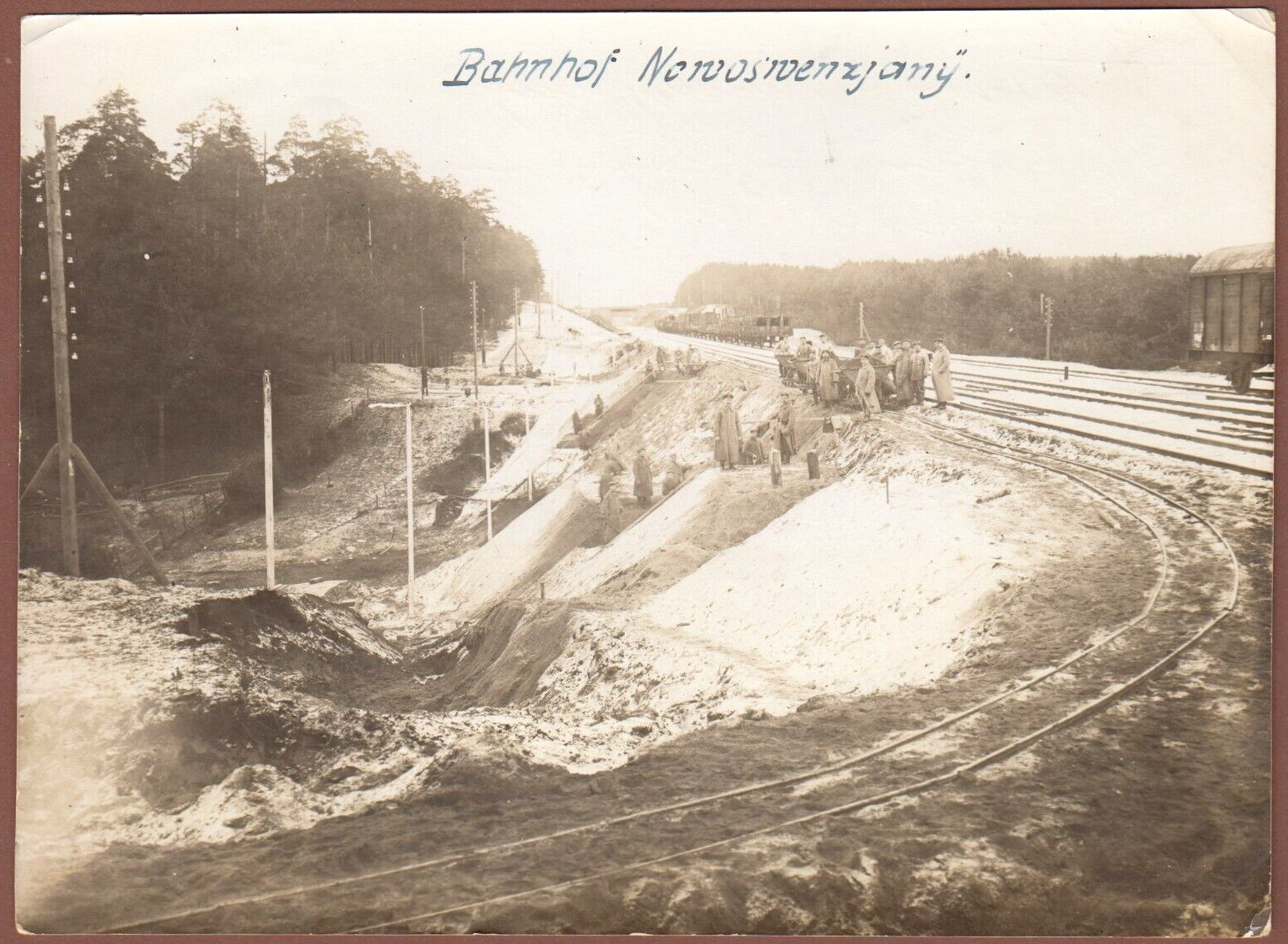
Baustellenbahn bei Novo-Swenzjany
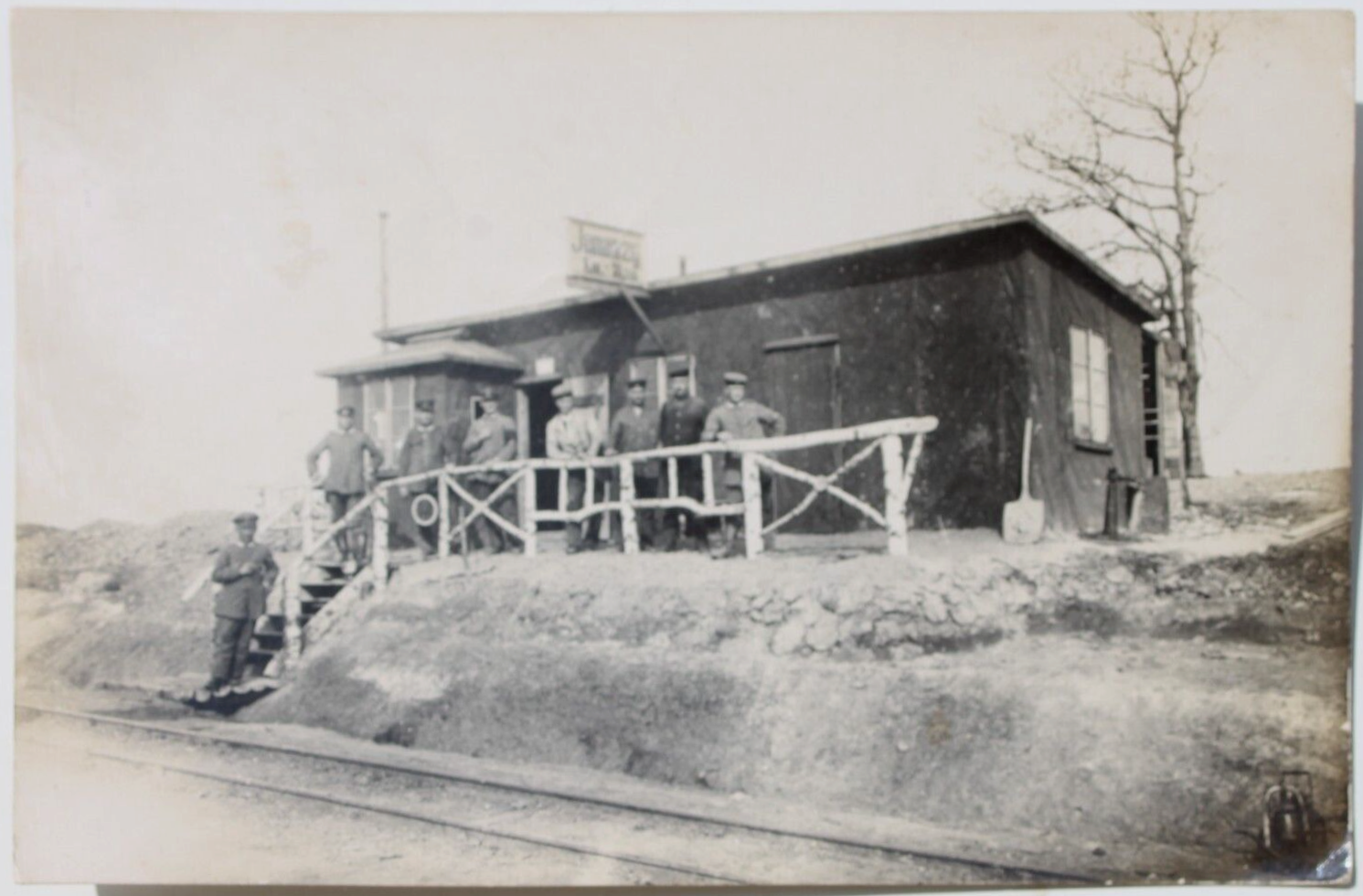
Bahnhof Jananzy bei km 18,0
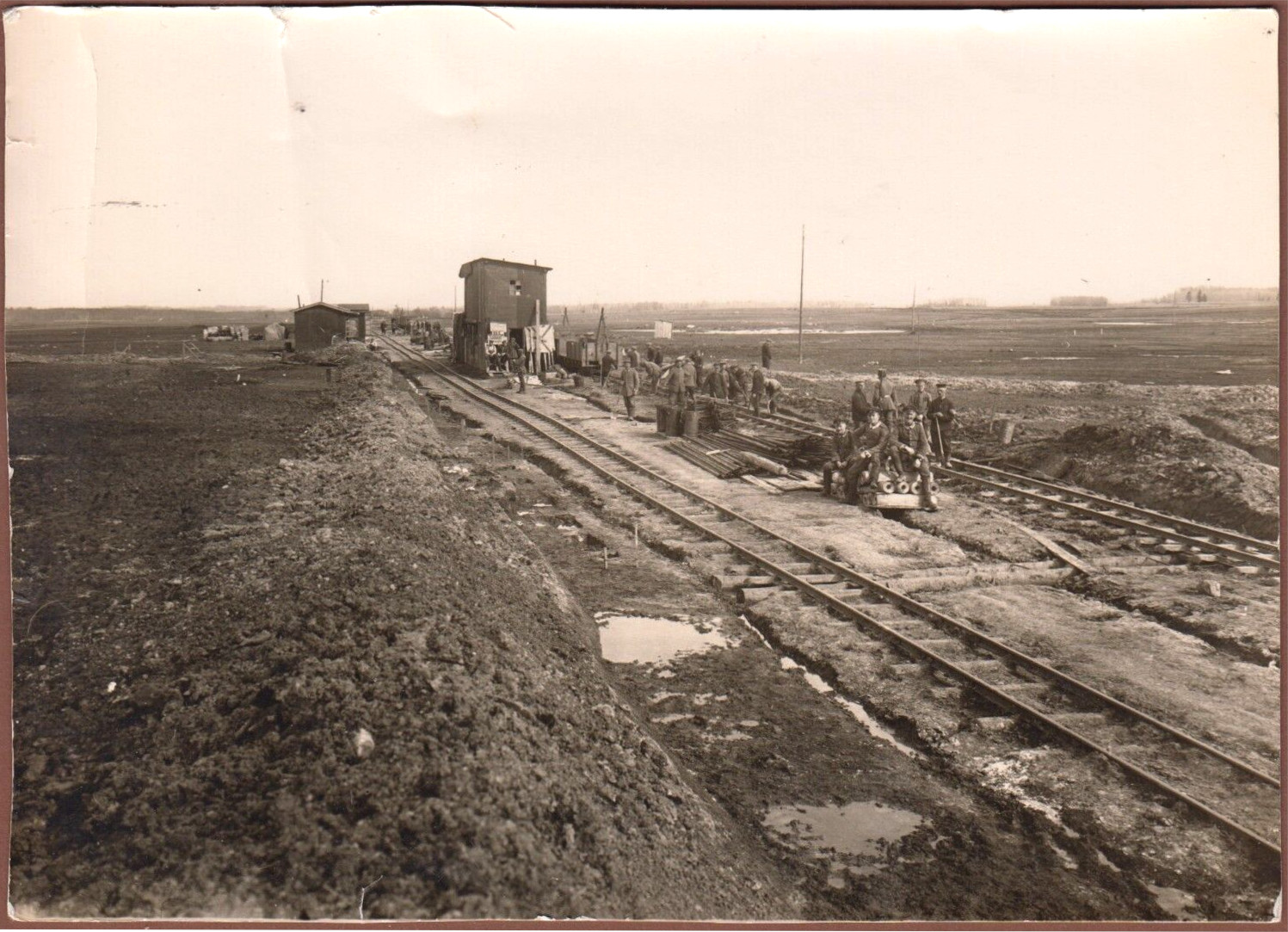
Bahnhof bei km 24,0
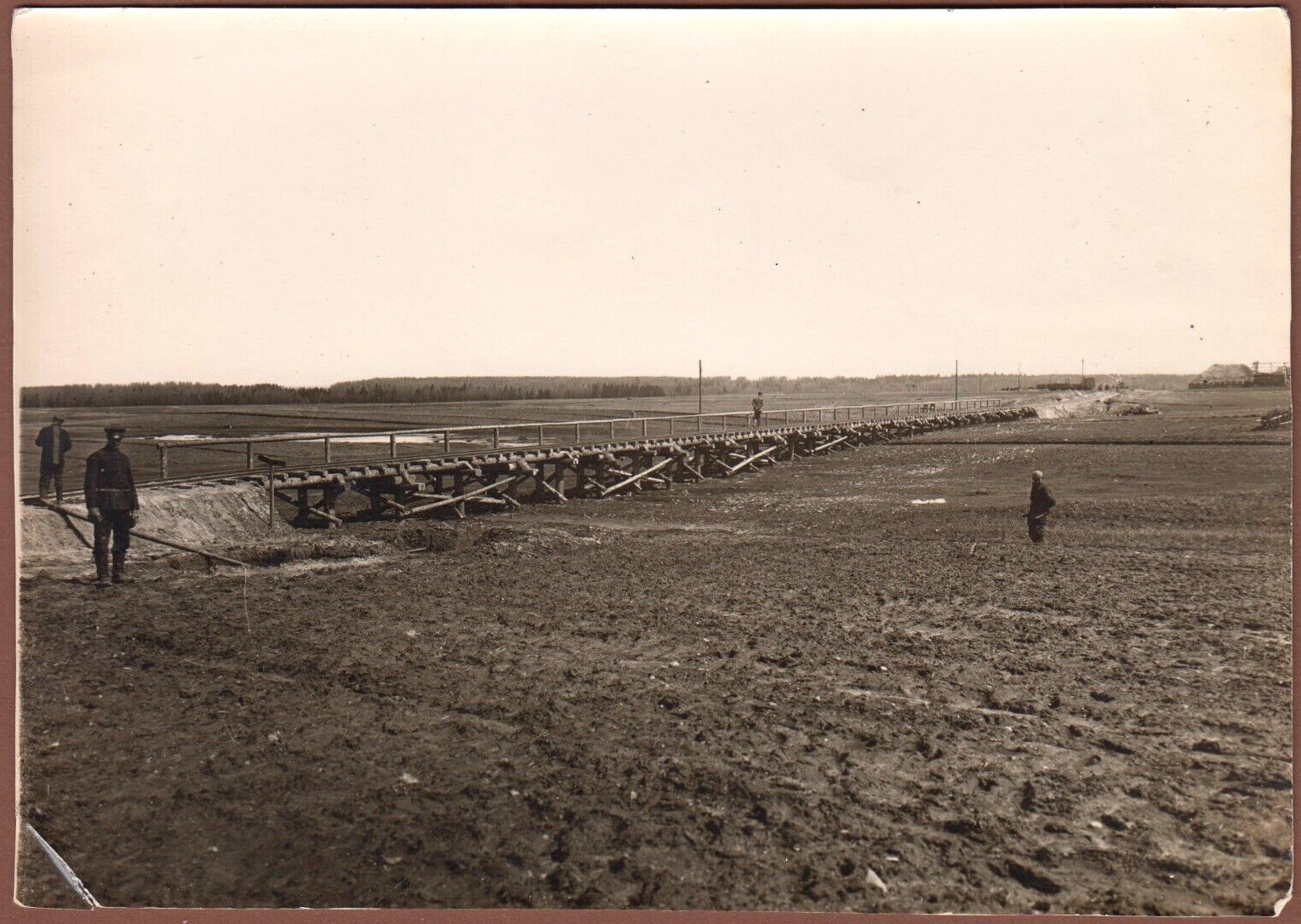
Brücke bei km 24,7
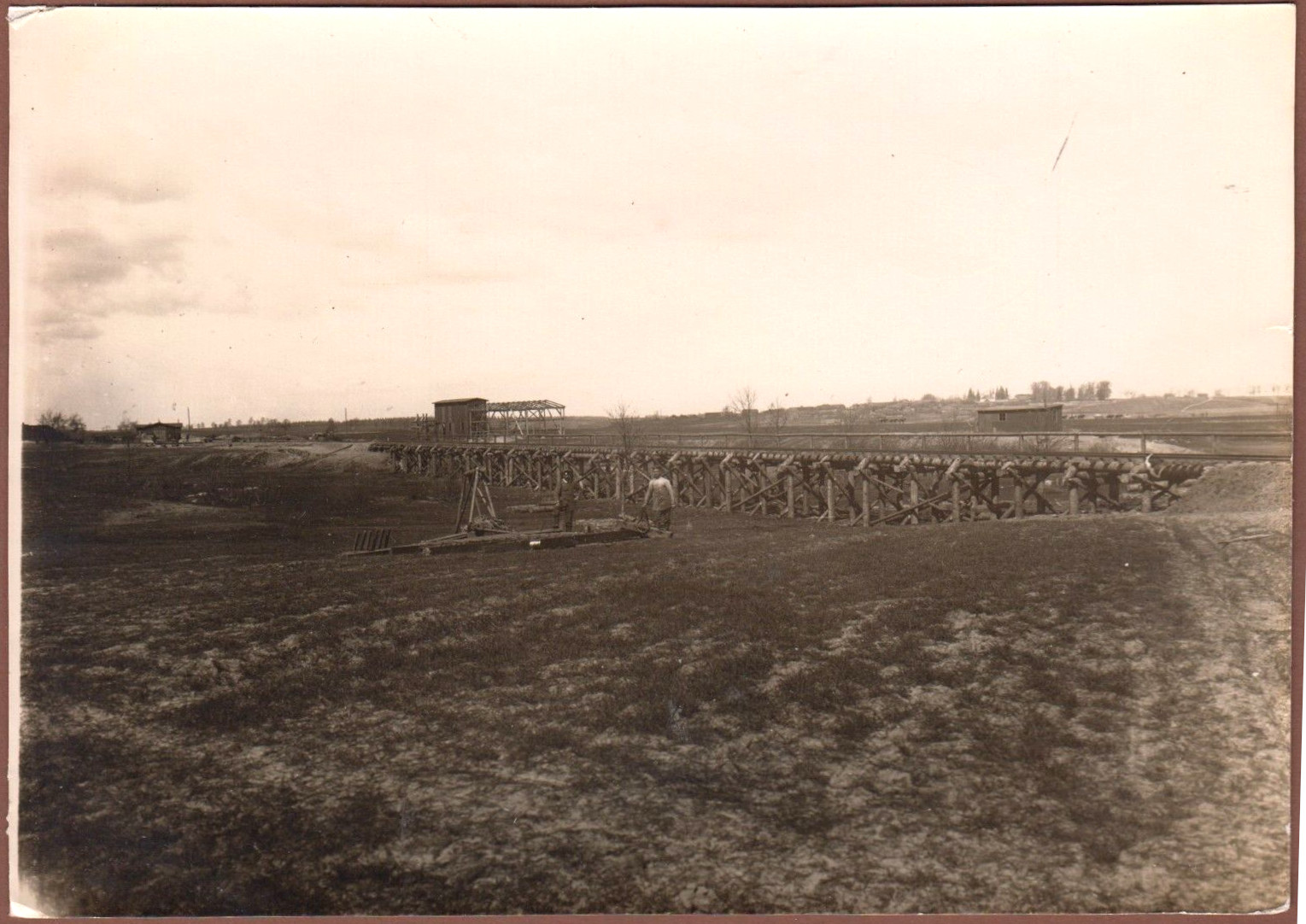
Brücke bei km 29,6

## Feldbahnen
Das deutsche Heer baute in der Gegend außerdem drei Feldbahnen mit einer Spurweite von 600 mm: Dukschtas–Tschepukany, Ihnalina–Widsy–Haduzischki und Lyntupy–Naratsch-Aschmjany (Ігналіна–Відзы–Гадуцішкі und Лынтупы–Нарач–Ашмяны).